# كورت سميث (لاعب كرة سلة)
كورت سميث (1971 - ) (بالإنجليزية: Curt Smith)‏ هو لاعب كرة سلة أمريكي في مركز هجوم خلفي.

## وصلات خارجية
- كورت سميث على موقع كرة السلة الأوروبية.كوم (الإنجليزية)
- كورت سميث على موقع كلية كرة السلة في سبورتس رفرنس.كوم (الإنجليزية)